# Sociedade Ação Futebol
Sociedade Ação Futebol, mais conhecido como simplesmente Ação, é um clube brasileiro de futebol de Santo Antônio de Leverger, estado de Mato Grosso.

## História
Clube fundado em 2007, estreou na primeira divisão do campeonato estadual em 2008. Numa época de reformulação do futebol local com a volta da segunda divisão, acabou entre 8 rebaixados no campeonato que tinha 20 clubes.
Ainda em 2008 jogou a segunda divisão local. Num campeonato de dois turnos, onde o campeão de cada turno garantiu o acesso, o clube terminou em quinto no primeiro turno e em quarto no segundo turno, alcançando o quarto lugar na classificação geral.
Voltou a jogar a segunda divisão em 2011. Num campeonato com nove clubes, divididos em três grupos com três clubes, se classificou para as semifinais, onde foi eliminado pelo CRAC, terminando novamente em quarto na classificação geral.
Em 2020 fez história ao chegar na final da segunda divisão, garantindo acesso a primeira divisão. Na final, contra o Grêmio Sorriso, no primeiro jogo em Sorriso o jogo terminou 0 a 0. No segundo jogo, em casa, goleou o Grêmio Sorriso por 4 x 0 e se tornou campeão 
No retorno a elite estadual, em 2021, garantiu vaga nas quartas de final. Enfrentou o União Rondonópolis, vencendo o primeiro jogo por 3 x 1, empatando o jogo de volta, e se classificou para as semifinais. Nas semifinais foi derrotado duas vezes por 2 x 0 para o Cuiabá. Na decisão de terceiro lugar, o Ação venceu o Nova Mutum nos pênaltis, e conquistou a vaga para a Série D.
Em 2022 foi rebaixado no Campeonato Mato-Grossense.

## Títulos
| ESTADUAIS | ESTADUAIS                            | ESTADUAIS | ESTADUAIS  |
|           | Competição                           | Títulos   | Temporadas |
| --------- | ------------------------------------ | --------- | ---------- |
|           | Campeonato Mato-Grossense 2ª Divisão | 1         | 2020       |

## Estatísticas

### Participações
|  | Participações em 2025 |

| Competição  | Competição                | Temporadas | Melhor campanha     | Estreia | Última | P | R |
| Mato Grosso | Campeonato Mato-Grossense | 3          | 3º colocado (2021)  | 2008    | 2022   |   | 2 |
| Mato Grosso | 2ª Divisão                | 8          | Campeão (2020)      | 2008    | 2025   | 1 |   |
| Brasil      | Série D                   | 1          | 62° colocado (2022) | 2022    | 2022   | – |   |